# Lijst van Amerikaanse congresdistricten

Congresdistricten aan het begin van het 113e Amerikaans Congres (januari 2013)

Dit is een volledige lijst van de Amerikaanse congresdistricten waarvoor afgevaardigden in het Huis van Afgevaardigden, het lagerhuis van het Amerikaans Congres, worden verkozen. Er is bij wet bepaald dat er 435 zulke kiesdistricten moeten zijn, die idealiter elk evenveel burgers omvatten. Iedere staat telt minstens één congresdistrict. Californië is de staat met het grootst aantal congresdistricten, namelijk 53. Na iedere volkstelling worden districten hertekend opdat ieder district ongeveer evenveel mensen zou vertegenwoordigen. De districten werden laatst hertekend in 2013, na de volkstelling van 2010, en worden opnieuw hertekend in 2023 volgende op de volkstelling van 2020.

## Alabama
| - 1e district - 2e district - 3e district - 4e district - 5e district - 6e district - 7e district | Niet langer in gebruik: - 8e district - 9e district - 10e district - At-large district - Alabamaterritorium |

## Alaska
- At-large district

Niet langer in gebruik:
- Alaskaterritorium

## Arizona
| - 1e district - 2e district - 3e district - 4e district - 5e district - 6e district - 7e district - 8e district - 9e district | Niet langer in gebruik: - At-large district - Arizonaterritorium |

## Arkansas
| - 1e district - 2e district - 3e district - 4e district | Niet langer in gebruik: - 5e district - 6e district - 7e district - At-large district - Arkansasterritorium |

## Californië
| - 1e district - 2e district - 3e district - 4e district - 5e district - 6e district - 7e district - 8e district - 9e district - 10e district - 11e district - 12e district - 13e district - 14e district - 15e district - 16e district - 17e district - 18e district | - 19e district - 20e district - 21e district - 22e district - 23e district - 24e district - 25e district - 26e district - 27e district - 28e district - 29e district - 30e district - 31e district - 32e district - 33e district - 34e district - 35e district - 36e district | - 37e district - 38e district - 39e district - 40e district - 41e district - 42e district - 43e district - 44e district - 45e district - 46e district - 47e district - 48e district - 49e district - 50e district - 51e district - 52e district - 53e district (tot 2023) |

Niet langer in gebruik sinds 1885:
- At-large district

## Colorado
| - 1e district - 2e district - 3e district - 4e district - 5e district - 6e district - 7e district - 8e district (vanaf 2023) | Niet langer in gebruik: - At-large district - Coloradoterritorium |

## Connecticut
| - 1e district - 2e district - 3e district - 4e district - 5e district | Niet langer in gebruik: - At-large district - 6e district |

## Delaware
- At-large district

## Florida
| - 1e district - 2e district - 3e district - 4e district - 5e district - 6e district - 7e district - 8e district - 9e district - 10e district - 11e district - 12e district - 13e district - 14e district | - 15e district - 16e district - 17e district - 18e district - 19e district - 20e district - 21e district - 22e district - 23e district - 24e district - 25e district - 26e district - 27e district - 28e district (vanaf 2023) | Niet langer in gebruik: - At-large district - Floridaterritorium |

## Georgia
| - 1e district - 2e district - 3e district - 4e district - 5e district - 6e district - 7e district | - 8e district - 9e district - 10e district - 11e district - 12e district - 13e district - 14e district | Niet langer in gebruik: - At-large district |

## Hawaï
- 1e district
- 2e district

Niet langer in gebruik:
- At-large district
- Hawaïterritorium

## Idaho
- 1e district
- 2e district

Niet langer in gebruik:
- At-large district
- Idahoterritorium

## Illinois
| - 1e district - 2e district - 3e district - 4e district - 5e district - 6e district - 7e district - 8e district - 9e district | - 10e district - 11e district - 12e district - 13e district - 14e district - 15e district - 16e district - 17e district - 18e district (tot 2023) | Niet langer in gebruik: - 19e district - 20e district - 21e district - 22e district - 23e district - 24e district - 25e district - 26e district - At-large district - Illinoisterritorium |

## Indiana
| - 1e district - 2e district - 3e district - 4e district - 5e district - 6e district - 7e district - 8e district - 9e district | Niet langer in gebruik: - 10e district - 11e district - 12e district - 13e district - At-large district - Indianaterritorium |

## Iowa
| - 1e district - 2e district - 3e district - 4e district | Niet langer in gebruik: - 5e district - 6e district - 7e district - 8e district - 9e district | - 10e district - 11e district - At-large district - Iowaterritorium |

## Kansas
| - 1e district - 2e district - 3e district - 4e district | Niet langer in gebruik: - 5e district - 6e district - 7e district - 8e district - At-large district - Kansasterritorium |

## Kentucky
| - 1e district - 2e district - 3e district - 4e district - 5e district - 6e district | Niet langer in gebruik: - 7e district - 8e district - 9e district - 10e district | - 11e district - 12e district - 13e district - At-large district |

## Louisiana
| - 1e district - 2e district - 3e district - 4e district - 5e district - 6e district | Niet langer in gebruik: - 7e district - 8e district - At-large district - Orleansterritorium |

## Maine
Tot 1820 maakte Maine deel uit van de staat Massachusetts. Zeven van de twintig congresdistricten van Massachusetts werden in 1820 aan Maine toegewezen.
- 1e district
- 2e district

Niet langer in gebruik:
- 3e district
- 4e district
- 5e district
- 6e district
- 7e district
- 8e district
- At-large district

## Maryland
| - 1e district - 2e district - 3e district - 4e district - 5e district - 6e district - 7e district - 8e district | Niet langer in gebruik: - At-large district |

## Massachusetts
Zeven van de twintig congresdistricten (nummers 14 tot en met 20) van Massachusetts werden in 1820 aan Maine toegewezen toen die staat opgericht werd uit een deel van Massachusetts. Nummers 14 tot en met 16 werden in 1913 terug ingevoerd, maar zijn ondertussen alweer afgeschaft.
| - 1e district - 2e district - 3e district - 4e district - 5e district - 6e district - 7e district - 8e district - 9e district | Niet langer in gebruik: - 10e district - 11e district - 12e district - 13e district - 14e district - 15e district - 16e district | - 17e district - 18e district - 19e district - 20e district - At-large district |

## Michigan
| - 1e district - 2e district - 3e district - 4e district - 5e district - 6e district - 7e district - 8e district | - 9e district - 10e district - 11e district - 12e district - 13e district - 14e district (tot 2023) | Niet langer in gebruik: - 15e district - 16e district - 17e district - 18e district - 19e district - At-large district - Michiganterritorium |

## Minnesota
| - 1e district - 2e district - 3e district - 4e district - 5e district - 6e district - 7e district - 8e district | Niet langer in gebruik: - 9e district - 10e district - At-large district - Minnesotaterritorium |

## Mississippi
| - 1e district - 2e district - 3e district - 4e district | Niet langer in gebruik: - 5e district - 6e district - 7e district - 8e district - At-large district - Mississippiterritorium |

## Missouri
| - 1e district - 2e district - 3e district - 4e district - 5e district - 6e district - 7e district - 8e district | Niet langer in gebruik: - 9e district - 10e district - 11e district - 12e district - 13e district - 14e district - 15e district - 16e district - At-large district - Missouriterritorium |

## Montana
- At-large district (tot 2023)
- 1e district (opnieuw vanaf 2023)
- 2e district (opnieuw vanaf 2023)

Niet langer in gebruik:
- 1e district
- 2e district
- Montanaterritorium

## Nebraska
| - 1e district - 2e district - 3e district | Niet langer in gebruik: - 4e district - 5e district - 6e district - At-large district - Nebraskaterritorium |

## Nevada
- 1e district
- 2e district
- 3e district
- 4e district

Niet langer in gebruik:
- At-large district
- Nevadaterritorium

## New Hampshire
- 1e district
- 2e district

Niet langer in gebruik:
- 3e district
- 4e district
- At-large district

## New Jersey
| - 1e district - 2e district - 3e district - 4e district - 5e district - 6e district | - 7e district - 8e district - 9e district - 10e district - 11e district - 12e district | Niet langer in gebruik: - 13e district - 14e district - 15e district - At-large district |

## New Mexico
- 1e district
- 2e district
- 3e district

Niet langer in gebruik:
- At-large district
- New Mexicoterritorium

## New York
| - 1e district - 2e district - 3e district - 4e district - 5e district - 6e district - 7e district - 8e district - 9e district - 10e district - 11e district - 12e district - 13e district - 14e district | - 15e district - 16e district - 17e district - 18e district - 19e district - 20e district - 21e district - 22e district - 23e district - 24e district - 25e district - 26e district - 27e district (tot 2023) |
| Niet langer in gebruik: - 28e district - 29e district - 30e district - 31e district - 32e district - 33e district - 34e district - 35e district - 36e district                                           | - 37e district - 38e district - 39e district - 40e district - 41e district - 42e district - 43e district - 44e district - 45e district - At-large district                                                    |

## North Carolina
| - 1e district - 2e district - 3e district - 4e district - 5e district - 6e district - 7e district | - 8e district - 9e district - 10e district - 11e district - 12e district - 13e district - 14e district (vanaf 2023) |

Niet langer in gebruik sinds 1885:
- At-large district

## North Dakota
- At-large district

Niet langer in gebruik:
- 1e district
- 2e district
- 3e district
- Dakotaterritorium

## Ohio
| - 1e district - 2e district - 3e district - 4e district - 5e district - 6e district - 7e district - 8e district | - 9e district - 10e district - 11e district - 12e district - 13e district - 14e district - 15e district - 16e district (tot 2023) | Niet langer in gebruik: - 17e district - 18e district - 19e district - 20e district - 21e district | - 22e district - 23e district - 24e district - At-large district - Noordwestterritorium |

## Oklahoma
| - 1e district - 2e district - 3e district - 4e district - 5e district | Niet langer in gebruik: - 6e district - 7e district - 8e district - At-large district - Oklahomaterritorium |

## Oregon
- 1e district
- 2e district
- 3e district
- 4e district
- 5e district
- 6e district (vanaf 2023)

Niet langer in gebruik:
- At-large district
- Oregonterritorium

## Pennsylvania
| - 1e district - 2e district - 3e district - 4e district - 5e district - 6e district - 7e district - 8e district - 9e district | - 10e district - 11e district - 12e district - 13e district - 14e district - 15e district - 16e district - 17e district - 18e district (tot 2023) | Niet langer in gebruik: - 19e district - 20e district - 21e district - 22e district - 23e district - 24e district - 25e district - 26e district - 27e district - 28e district | - 29e district - 30e district - 31e district - 32e district - 33e district - 34e district - 35e district - 36e district - At-large district |

## Rhode Island
- 1e district
- 2e district

Niet langer in gebruik:
- 3e district
- At-large district

## South Carolina
| - 1e district - 2e district - 3e district - 4e district - 5e district - 6e district - 7e district | Niet langer in gebruik: - 8e district - 9e district - At-large district |

## South Dakota
- At-large district

Niet langer in gebruik:
- 1e district
- 2e district
- 3e district
- Dakotaterritorium

## Tennessee
| - 1e district - 2e district - 3e district - 4e district - 5e district - 6e district - 7e district - 8e district - 9e district | Niet langer in gebruik: - 10e district - 11e district - 12e district - 13e district - At-large district - Zuidwestterritorium |

## Texas
Na de volkstelling van 2000 zijn de congresdistricten van Texas hertekend voor het 108e Congres. In 2003 zijn ze opnieuw hertekend voor het 109e Congres. Op 4 augustus 2006 werd de kaart opnieuw aangepast omdat het 23e district en aangrenzende districten hertekend moesten worden voor het 110e Congres. De hieronder gebruikte lijst is die voor het 109e Congres.
| - 1e district - 2e district - 3e district - 4e district - 5e district - 6e district - 7e district - 8e district - 9e district - 10e district - 11e district - 12e district | - 13e district - 14e district - 15e district - 16e district - 17e district - 18e district - 19e district - 20e district - 21e district - 22e district - 23e district - 24e district | - 25e district - 26e district - 27e district - 28e district - 29e district - 30e district - 31e district - 32e district - 33e district - 34e district - 35e district - 36e district - 37e district (vanaf 2023) - 38e district (vanaf 2023) |

Niet langer in gebruik sinds 1967:
- At-large district

## Utah
- 1e district
- 2e district
- 3e district
- 4e district

Niet langer in gebruik:
- At-large district
- Utahterritorium

## Vermont
- Gehele district

Niet langer in gebruik: 
- 1e district
- 2e district
- 3e district
- 4e district
- 5e district
- 6e district

## Virginia
| - 1e district - 2e district - 3e district - 4e district - 5e district - 6e district - 7e district - 8e district - 9e district - 10e district - 11e district | Niet langer in gebruik: - 12e district - 13e district - 14e district - 15e district - 16e district - 17e district - 18e district - 19e district - 20e district | - 21e district - 22e district - 23e district - At-large district |

## Washington
| - 1e district - 2e district - 3e district - 4e district - 5e district - 6e district - 7e district - 8e district - 9e district - 10e district | Niet langer in gebruik: - At-large district - Washingtonterritorium |

## West Virginia
- 1e district
- 2e district
- 3e district (tot 2023)

Niet langer in gebruik:
- 4e district
- 5e district
- 6e district
- At-large district

## Wisconsin
| - 1e district - 2e district - 3e district - 4e district - 5e district - 6e district - 7e district - 8e district | Niet langer in gebruik: - 9e district - 10e district - 11e district - Wisconsinterritorium |

## Wyoming
- At-large district

Niet langer in gebruik:
- Wyomingterritorium